# Hans Langseth
Hans Nilson Langseth (Eidsvoll, 14 luglio 1846 – Wyndmere, 10 novembre 1927) è stato un agricoltore norvegese naturalizzato statunitense detentore del record per la barba più lunga del mondo.

## Biografia
Nato a Eidsvoll (Norvegia) nel 1846, si trasferì nel 1867 negli Stati Uniti, dove si stabilì fino alla morte all'età di 81 anni. Condusse una vita modesta nel Minnesota lavorando come contadino; nel 1870 si sposò con Anna Berntsen, da cui ebbe quattro figli. Diventato celebre per la sua lunga barba, per un breve periodo girò gli Stati Uniti prendendo parte a un circo itinerante per mostrare la sua barba da record.
Hans Langseth divenne famoso grazie alla sua lunga barba, mai tagliata dall'età di 19 anni fino alla sua morte. In punto di morte, secondo la misurazione ufficiale dello Smithsonian Institution, la sua barba era lunga 5.33 metri (circa 17,6 piedi); la famiglia in realtà sosteneva che fosse leggermente maggiore, arrivando a misurare 5,6 metri (circa 18,6 piedi). Nel 1967 alcuni frammenti della barba di Hans Langseth vennero donati dalla famiglia al Dipartimento di Antropologia del Smithsonian Institution.